# Feyli-kurder
Feylier eller feylikurder (kurdiska: فەیلی, Kurdên Feylî) även kallad pahli eller elamitiska kurder efter Ilam (Elam) är en etno-religiös kurdisk folkgrupp med hemvist i Zagrosbergen i de sydöstliga delarna av Kurdistan, på båda sidor om gränsen mellan Iran och Irak. Antalet feylikurder uppskattas (c:a 2020) till mellan 1,5 och 3 miljoner. Sedan 1800-talet har många av dem flyttat till Bagdad och andra irakiska städer. Under Saddam Hussiens styre i Irak utsattes de för svår förföljelse och många deporterades till Iran.
Feylikurdernas språk karakteriseras av olika källor som en laki-dialekt av gorani, som en underdialekt av luri och som sydkurdiska. Till skillnad från de flesta andra kurder är feylikurderna shiamuslimer eller (enligt en källa) följare av antingen shiitisk islam eller den kurdiska religionen yazanism. Deras namn härleds från Pahli som syftar på Parthia, ett namn som deras område gavs redan på 200-talet e.Kr. eftersom det i området även fanns en stor bosättning av parther, en folkgrupp som annars hade sin viktigaste hemvist i Khorasan. I samma område finns också lurer, som kallas feyli-lurer. 

## Historia och identitet
I äldre texter kan det vara svårt att särskilja feylikurderna från de luriska stamfolk som bebodde samma eller angränsande område. Michael M. Gunter säger att de är nära besläktade men att lurerna "uppenbarligen började urskiljas från kurderna för 1000 år sedan." Han tillägger att den kurdiske 1500-talsförfattaren Sharaf Khan Bidlisisi sin bok Sharafnama  "nämnde två lurdynastier bland de fem kurdiska dynastierna som tidigare hade haft kungligheter eller den högsta formen av suveränitet eller självständighet." Termen kurd har enligt Richard Frye använts för alla nomader (inklusive befolkningen i Lorestan och balucher i Kerman), oavsett om de var språkligt kopplade till kurderna eller inte.  Den brittiska utrikesministern Austen Henry Layard (1887) beskrev feylierna som den största och mäktigaste av de luriska stammarna som bor i bergen norr om Dezful och benämnde dem samtidigt som kurder.
1953 skrev den brittiske historikern Stephen Hemsley Longrigg om Iraks politiska historia och om de relativt självständiga furstendömena i Zagrosbergen, ledda av furstar med titeln vali:
"Dessa härdiga infödda i södra Zagros, och undersåtar av deras ärftliga Valier, var bekanta i Bagdad och Basra som bärare av tunga laster, vilken ockupation de monopoliserade. De bodde också som handlare och hantverkare i regionerna mellan Tigris och Gharraf, kända där som Feyliya-kurder; och de dominerade gränsstäderna Mandali och Badra och byarna i närheten. Av allt detta har det senaste halvseklet inte förändrats..."
”Norr om Arabistan och nästan lika oberoende av Qajar-dynastin låg Luristan, som är rasmässigt och dialektiskt skilda från perserna. Det föll i två områden, det större och det mindre. Ilam, den senares västra zon och hem för Fayliya-kurderna, bildade dess gräns mot Basra och Bagdads wilayas. Den hade hållit sig i tre århundraden under en enda linje av Valis. Regeringens skyldigheter var begränsade till en liten hyllning till centralregeringen,/ dess befogenheter obegränsade inom Ilam, dess inflytande avsevärt i östra `Irak. Den feylitska prinsen (Vali) Gholam Reza Khan Feyli, fjortonde i hans linje, respekterades för sin pompa och religiösa iakttagelser, men hatad för sin sjukliga girighet."
Efter etableringen av Pahlavi-dynastin i Iran 1925 undertryckte Reza Shah de lokala regeringarna för att befästa sin dominans. 1928 tog regeringsstyrkorna över Ilam och Gholam Reza Khan Feyli, den siste feylifursen, lämnade Ilam utan motstånd och begav sig till Irak, och avskaffade på så sätt feyliernas styre i Ilam efter 332 år.
Feylikurderna i Zagrosbergen livnär sig huvudsakligen på jordbruk och fårskötsel. Under 1800-talet och det tidiga 1900-talet flyttade många feylikurder till Bagdad och andra irakiska städer och skapade egna enklaver där. Många livnärde sig som bärare.
Genom sin kännedom om handelsvägarna till Iran blev feylikurdiska köpmän en inflytelserik grupp i Bagdads kommersiella liv, och denna position förstärktes efter 1948 när många judiska affärsmän flyttade eller deporterades till Israel. Feylikurdiska familjer avancerade snabbt till Bagdads medel- och överklass och kontrollerade flera viktiga marknader i staden.
Feyliernas dominans tog slut på 1960-talet när Baathpartiet tog över makten och begränsade deras rättigheter eftersom de sågs som ett hot mot den arabiska identiteten och dess styre.

## Diskriminering, förföljelse och folkmord
Trots att de ofta var ekonomiskt och socialt framstående så har feylikurderna utsatts för statlig diskriminering ända sedan den unga irakiska statens första konstitution från 1924. Där betraktades feylikurderna som perser och inte "urspungliga irakier" och fick inte fullt medborgarskap även om deras familjer bott i Irak i hundratals år. När Baath-partiet kom till makten 1963 utnyttjades denna lag för att dra tillbaka feylikurders medborgarskap och från 1968 började storskaliga deportationer till Iran. Enligt en källa deporterades 70 000 feylikurder mellan 1968 och 1971. Skälen till detta antas ha varit flera.Baathregimen ville bryta feylikurdernas ekonomiska inflytande och såg dem också som ett politiskt hot eftersom många hade engagerat sig i den kurdiska upprorsrörelsen eller andra regimkritiska partier.
Från och med den iranska revolutionen 1979 och Iran-Irak-krigets utbrott 1980 intensifierades förföljelsen av feylikurderna i Irak. De beskylldes för att stödja Iran mot Irak och förråda den arabiska nationalismen. Deras kurdiska identitet och deras shiamuslimska religion användes av den sunnimuslimska regimen som argument för förföljelse. Deras egendom konfiskerades och de tvingades iväg till Iran utan att få ta med sig någonting. Det antal feylikurder som fråntogs sina medborgerliga rättigheter och tvångsdeporterades uppskattas till mellan 150 000 och 500 000. Unga män, enligt vissa källor fler än 20 000, tillfångatogs och försvann, bland annat användes de som mänskliga sköldar eller minröjare i kriget mot Iran. Ett okänt antal, framför allt kvinnor, barn och åldringar, dog av umbäranden när de tvingades gå till fots mot Iran. Väl i Iran fick ett mindre antal iranskt medborgarskap men de flesta hamnade i flyktingläger utan tillgång till utbildning eller förvärvsarbete. Förföljelsen, morden och deportationerna har senare kategoriserats som folkmord av Kontoret för FN:s högkommissarie för mänskliga rättigheter (OHCHR) och år 2011 av den irakiska regeringen.

## Feylikurderna och den kurdiska rörelsen i Irak
Feylikurder har aktivt deltagit i den kurdiska kampen för självständighet och även bidragit med ekonomiskt stöd. På 1960- på 1970-talen stödde de framför allt Kurdistans demokratiska parti KDP som leddes av mulla Mustafa Barzani. En av de för eftervärlden mest kända feylikurdiska frihetskämparna var Leyla Qasim. Hon deltog i KDP:s uppror mot Baathregimen, greps och torterades och avrättades genom hängning. Den feylikurdiska juristen Zakia Hakki grundade Kurdish Women's Federation 1958 och var dess ordförande fram till 1975. Hon blev vid mitten av 1970-talet den första kvinnan i KDP:s ledning. 1975 var Abdul Razzaq Mirza Feyli en av dem som tillsammans med Jalal Talabani bildade Kurdistans patriotiska union PUK som en utbrytning ur KDP.
Under oroligheterna 2016 deltog en del feylikurder i shiamuslimsk milis som ofta var i konflikt med den kurdiska peshmergamilisen.

## Efter Baath-regimens fall 2003
Av de hundratusentals feylikurder som under förföljelsen deporterades till Iran återvände de allra flesta till Irak efter Baathregimens fall 2003.År 2008 fanns uppskattningsvis 7000 registrerade feylikurder kvar i Iran och ungefär 800 hade fått iranskt medborgarskap.
Eenligt ett avtal från 2003 ska Iraks president, som framför allt har en ceremoniell funktion, vara kurd och shiamuslim vilket indirekt pekar på feyli-kurder.
Irak antog 2006 en ny nationalitetslag som skulle göra det möjligt att återfå irakiskt medborgarskap för dem som fråntagits detta av politiska, religiösa eller etniska skäl. 2011 antog Iraks parlament enhälligt en resolution som slog fast att feylikurderna utsatts för folkmord. Fyra personer från Baathpartiet, däribland den förre utrikesministern Tariq Aziz dömdes för sina roller vid deportationerna.
Den Irakiska regeringen har (innan 2017) rapporterat att 97 procent av de feylikurder som förlorat sina medborgarskap har återfått dem. Siffran har ifrågasatts av bland andra UNHCR som har påpekat att siffran presenterade utan godtagbart underlag. Det rapporteras att processen har varit långsam och byråkratisk, att den har förutsatt att man betalar mutor och att det har krävts dokumentation som de deporterade och bestulna feylikurderna inte kan förväntas ha tillgång till. Enligt siffror från irakiska inrikesdepartementet var det bara 16 580 feylikurder som fick tillbaka sitt medborgarskap under perioden 2003-2013.
Utan nationella dokument har feylikurderna begänsad tillgång till sådant som sjukvård och utbildning. Även de som fått irakiska ID-kort utsätts för diskriminering eftersom korten har en anna färg än andra irakiers och deras ursprung anges som iranskt.Trots att de enligt nya lagar skulle få tillbaka sina fastigheter och annan egendom har detta skett i mycket liten utsträckning. Deras dubbla identitet som kurder och shiiter gör att de inte fullt ut är inkluderade i någon etniskt/religiöst definierad grupp och de saknar (2023) den lagstadgade representation i parlamentet och offentlig förvaltning som enligt lag tillfaller andra folkgrupper inom Irak.
Efter att Kurdistans regionala regering 2017 beslutat om folkomröstning om självstyre ökade trakasserierna mot feylikurder i Bagdad och en del av dem flyttade till Irakiska Kurdistan.
Även inom det självstyrande Irakiska Kurdistan utsätts feylikurderna (2023) för diskriminering från soranitalande och sunnitiska kurder och tillerkänns inte full delaktighet i det politiska livet.
Feylikurderna och deras helgedomar har på grund av sin shiitiska religion blivit måltavla för ISIS och tusentals har under 2010-talet sökt sig till Dohuk, Erbil, Najaf och Kerbala för skydd.
År 2020 uppskattades antalet feylikurder i Irak till ca 800 000. Ungefär 400 000 bodde i huvudstaden Bagdad och de övriga framför allt i provinserna Diayla, Wasit och Bagdad.